# A Love Supreme
A Love Supreme (deutsch: Eine große Liebe) ist ein Studioalbum des Jazz-Saxophonisten John Coltrane und erschien im Januar 1965. Das in Form einer Suite komponierte Album gilt bis heute als Coltranes Meisterwerk. Es will ein Loblied auf Gott sein und „stellte den – später sollte sich zeigen: vorläufigen – Schlusspunkt von Johns langer Forschungsreise in die Welten der Töne und des Geistes dar“ (Arrigo Polillo). Veröffentlicht beim Musiklabel Impulse! Records wurde es 1965 für zwei Grammys nominiert und die Leser der Zeitschrift Down Beat wählten Coltrane in Folge zum Tenorsaxophonisten des Jahres und nahmen ihn in die Hall of Fame des Magazins auf. Das Album markierte den Höhepunkt von Coltranes Erfolg bei den Hörern – seine weiteren Veröffentlichungen wurden immer avantgardistischer, und die Mehrheit seiner Fans folgte ihm nicht weiter.

## Suche nach neuen Ausdrucksformen

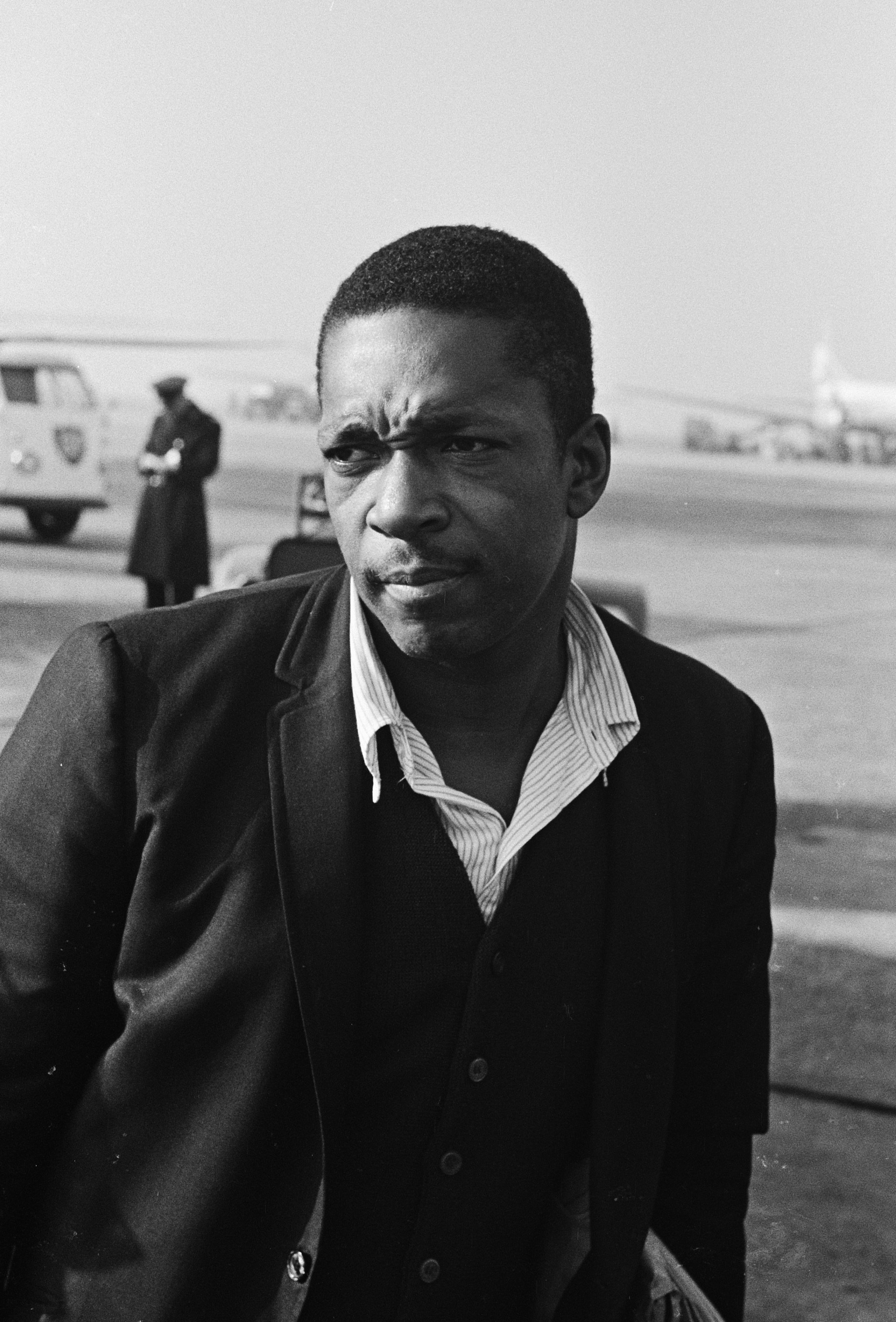
John Coltrane (1963)

1959 hatte John Coltrane an Kind of Blue mitgewirkt. Diese Platte des Miles Davis Quintetts war eine der ersten Veröffentlichungen des Modalen Jazz. Kind of Blue half John Coltrane zu allgemeiner Aufmerksamkeit als Tenorsaxophonist, doch er war bereits auf der Suche nach neuen Wegen als Solist, als Leiter einer Band und als Komponist. Das Erscheinen Ornette Colemans und dessen Spielweise, die zur Entstehung des Free Jazz führen sollte, war der entscheidende frische Wind, der Coltrane noch gefehlt hatte. Nach einer letzten Europatournee des Miles Davis Quintetts trennte sich Coltrane im April 1960 von dem Trompeter und ging künftig seine eigenen Wege. Zum Abschied schenkte ihm Davis ein gebrauchtes Sopransaxophon, dessen nasaler Ton und die Möglichkeit zur Erzeugung von indischen und arabischen Klängen dem Interesse Coltranes an exotischen Klängen entgegenkam und das ihn in seiner Entwicklung als Künstler und in seiner Karriere entscheidend weiterbringen sollte.

## Das Klassische Quartett

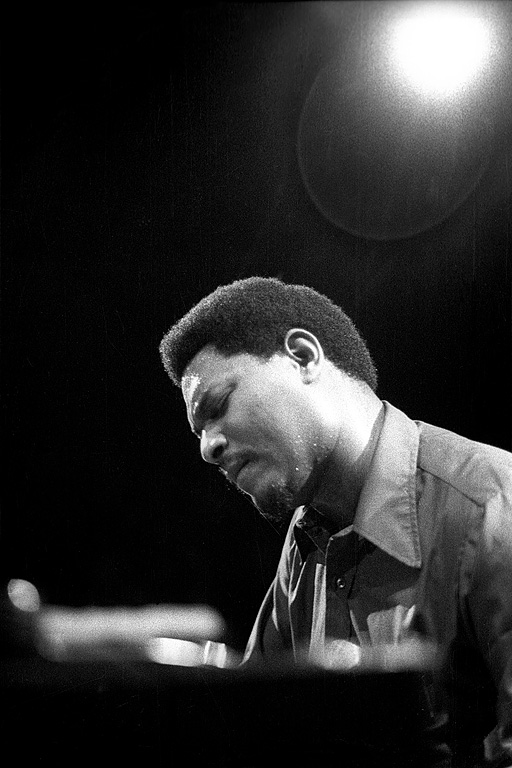
McCoy Tyner (1973)

Das Musikstück, bei dem Coltrane erstmals erfolgreich das Sopransaxophon (zusätzlich zum Tenorsaxophon) einsetzte, war ein beliebtes und bekanntes walzerartiges Stück aus dem erfolgreichen Musical The Sound of Music: My Favorite Things. Der Titel wirkte auf manche Hörer wie ein Schock und war dennoch ein großer Erfolg. Aufgenommen wurde My Favorite Things von Nesuhi Ertegün im Studio von Atlantic Records. Es war der erste Studiotermin einer Band unter Coltranes Leitung. Doch das Quartett, das aus relativ jungen Jazzneulingen bestand, konnte die Wünsche Coltranes in Bezug auf Homogenität nicht zufriedenstellen. So wie sich sein musikalischer Ansatz weiterentwickelt hatte, benötigte er nun Begleitmusiker, die sich nicht nur in akkordbezogener Musik auskannten, sondern auch mit experimentellerer nichtakkordischer Spielweise vertraut waren und mit der Intensität seines Spiels und seinen langen Soli umgehen konnten.
Bereits 1957 zur Zeit seines Drogenentzugs und der Hinwendung zu Religion und Spiritualität hatte Coltrane mit dem jungen Pianisten McCoy Tyner aus Philadelphia gespielt. Der wesentlich jüngere Tyner lebte im gleichen Viertel. Es verbanden sie gemeinsame musikalische Vorlieben, eine tiefe Religiosität und ihre Persönlichkeiten ergänzten sich. Tyner hatte schon lange auf eine Chance gewartet, sich dem Saxophonisten in dessen Band anschließen zu können.
Mit dem Schlagzeuger Elvin Jones hatte Coltrane 1958 ebenfalls schon zusammen gespielt. In seiner Zeit in der Band von Sonny Rollins hatte Jones einen dynamischen, polyrhythmischen Stil entwickelt und er konnte enorm laut spielen. Mit Jones in der Band musste sich Coltrane nicht mehr mit dem Rhythmus beschäftigen, sondern konnte sich ganz seinen Experimenten widmen.

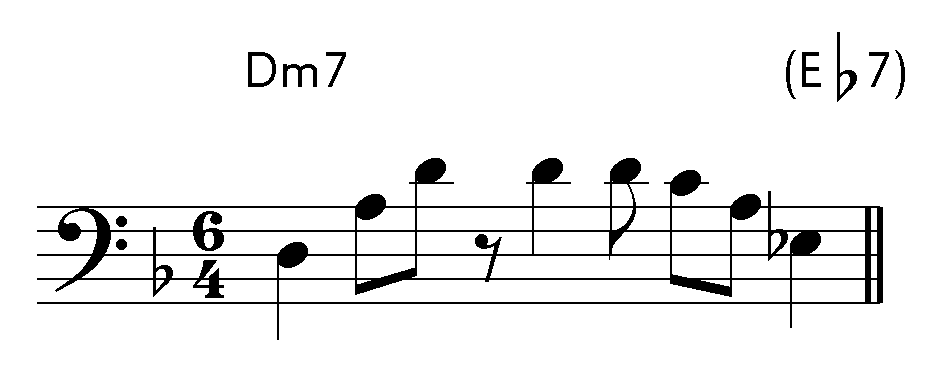
Die bass line von Greensleeves auf Africa/Brass

Mit Tyner und Jones waren zwei der drei Bandmitglieder gefunden, die A Love Supreme zu dem machten, was es werden sollte. Coltrane wechselte 1961 die Plattenfirma und ging zum neu gegründeten Label Impulse! Records. Impulse! gab ihm die Möglichkeit, sein bis dahin ehrgeizigstes Studioprojekt zu verwirklichen. Africa/Brass wurde in Big-Band-Besetzung eingespielt und enthielt unter anderem das Traditional Greensleeves. Das Album war der Auftakt zu einer Zusammenarbeit mit dem Label, von dem beide gleichermaßen profitierten. Coltrane sicherte der Firma dauerhafte finanzielle Erfolge (auch über seinen Tod hinaus), und Coltrane erhielt nahezu uneingeschränkte künstlerische Freiheit zugestanden. Bei den Aufnahmen zum zweiten Album (Live at the Village Vanguard), das 1961 live im Club Village Vanguard als Debüt des Produzenten Bob Thiele entstand, kam nun an Stelle von Reggie Workman erstmals der vierte Mann zum klassischen Quartett auf die Bühne.
Auch der Bassist Jimmy Garrison hatte Coltrane schon zu Zeiten seines Rauschgiftentzugs begleitet. Garrison war Mitglied in den Bands von Curtis Fuller, Lennie Tristano und Bill Evans gewesen. Er spielte bei Ornette Coleman, als Coltrane ihn zu sich holte, und er wechselte einzig aus „finanziellen Gründen“, wie er selbst sagte. Garrison war genau der Typ, der stark genug war, um es mit Jones am Schlagzeug aufzunehmen, und 1962 ersetzte er endgültig Reggie Workman am Bass. Hatte Eric Dolphy die Band ursprünglich noch zum Quintett erweitert, ließ Coltrane diesen jedoch im Frühjahr des gleichen Jahres ziehen. Die ideale Besetzung für die musikalischen Ideen Coltranes für die nächsten Jahre und für A Love Supreme stand fest, und für den Jazz-Autor Arrigo Polillo „begann ein neues Kapitel in der Geschichte des Jazz“.

## Die Suite

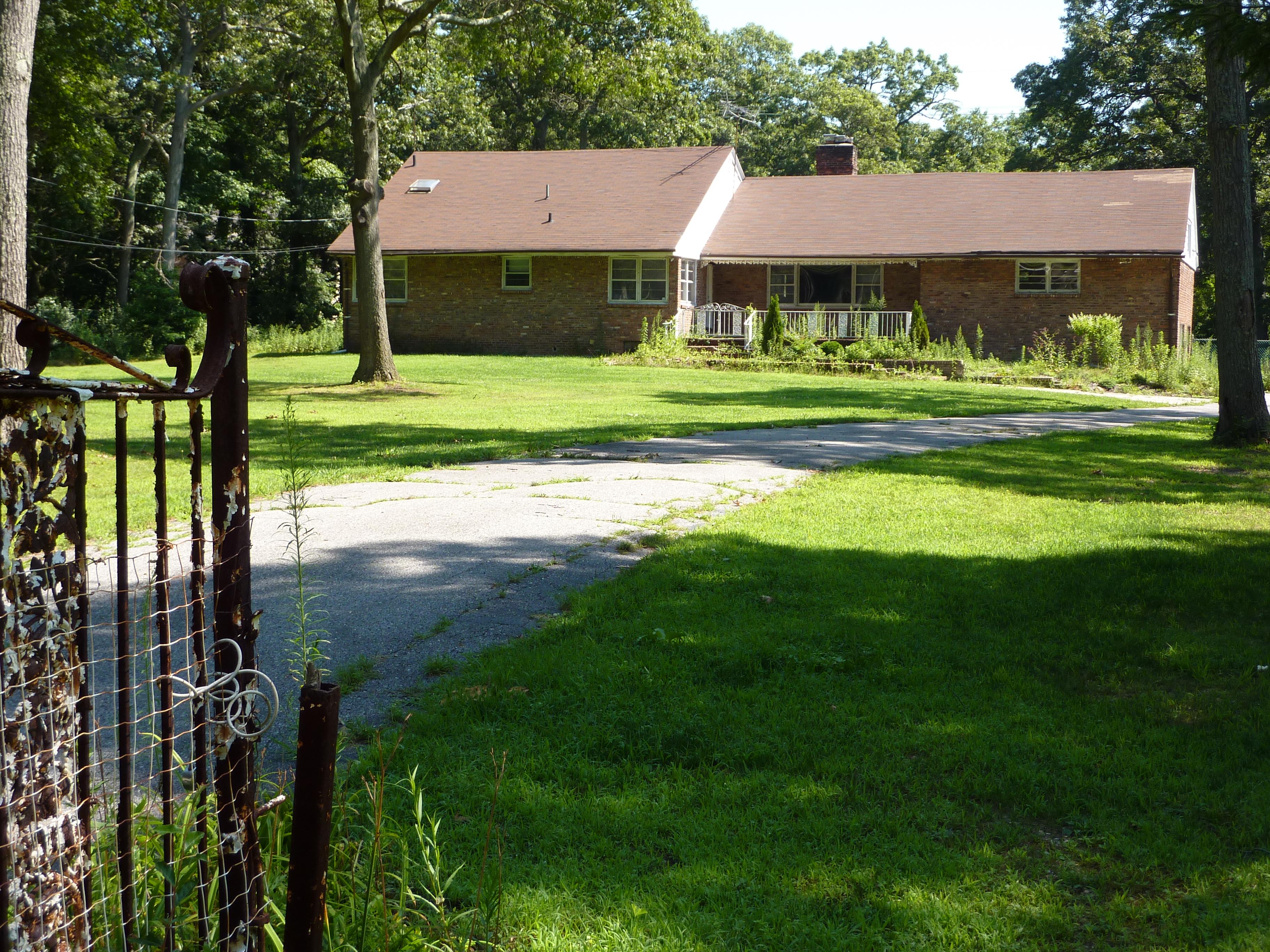
Coltranes Haus auf Long Island

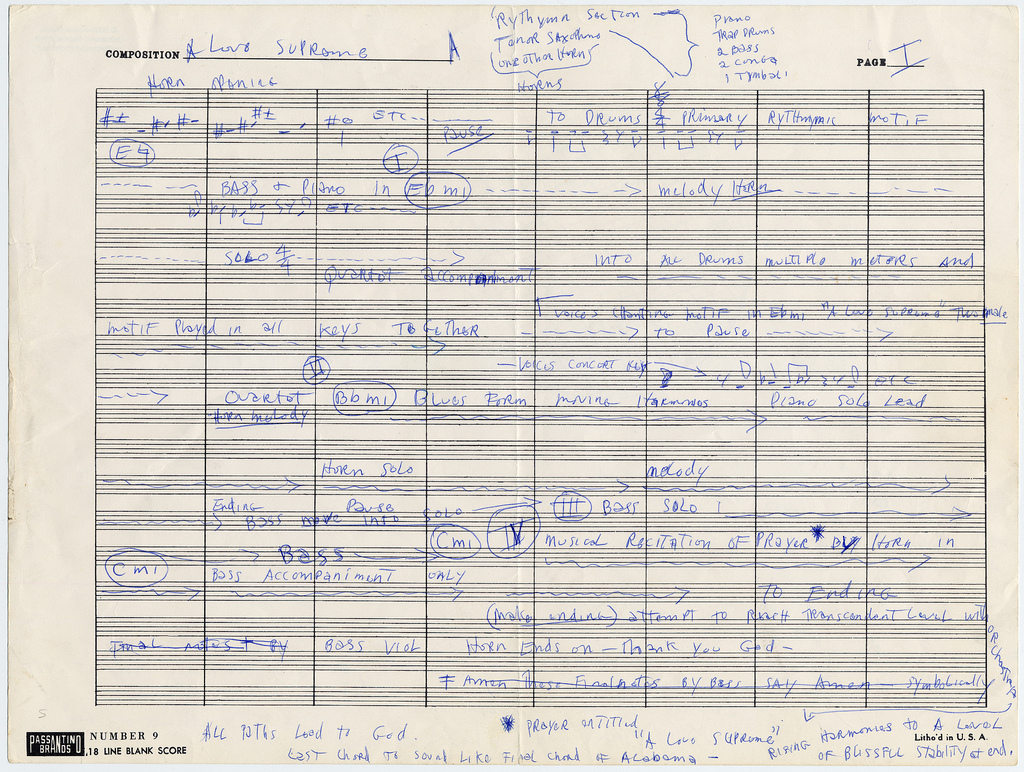
Handschriftlicher Notensatz zu A Love Supreme von Coltrane

Schon die Veröffentlichung von Crescent Ende 1964 markierte ein Abweichen von Coltranes bisherigen Veröffentlichungen auf Impulse!. Deutlicher als alles vorige erweckte es den Eindruck einer in sich geschlossenen Aussage. Die Stimmung des Albums war kontemplativ und relativ gelassen. Es wirkte wie ein Skizzenbuch für A Love Supreme.
Die Ausarbeitung der vierteiligen Suite A Love Supreme ging im Wesentlichen auf eine fünftägige schöpferische Pause Coltranes im Spätsommer 1964 zurück. Doch Coltranes Ehefrau Alice Coltrane erzählte, dass die Idee zu dem Werk auf einer Vision beruhe, die er bereits während seiner Militärzeit 1946 hatte und die er damals noch nicht zu deuten wusste. In einem Interview mit Branford Marsalis erzählte sie, er sei an einem Spätsommertag 1964 „… wie Moses, der den Berg hinabsteigt …“ die Treppe in ihrem neuen Haus heruntergekommen und habe das fertige Konzept der Suite in der Hand gehalten. Zu Anfang war das Werk für ein neunköpfiges Ensemble einschließlich Latin-Perkussionsinstrumenten gedacht, doch auch in der Einspielung als Quartett sind zahlreiche charakteristische Passagen und Merkmale der Suite (wie das „Rezitieren“ des Gebetes im vierten Teil Psalm) nach bewussten Planungen entstanden.
Der Toningenieur Rudy Van Gelder hatte ursprünglich begonnen, im Wohnhaus seiner Eltern in Hackensack (New Jersey) Platten aufzunehmen. Mit zunehmender Reputation unter den Größen der Jazzmusik entschloss sich der approbierte Augenoptiker in Englewood Cliffs (in zwanzig Minuten Fahrzeit von Manhattan zu erreichen) ein eigenes Studio zu bauen. Der atriumartige Raum mit gewölbeartiger, hölzerner Deckenkonstruktion, unverputzten Backsteinwänden und glattem Zementboden bot Platz für ein komplettes Orchester. Das Studio und der Name Van Gelder hat unter Jazzmusikern geradezu einen mythischen Beiklang. Coltrane verband mit Van Gelder eine große gegenseitige Bewunderung und die gleiche Arbeitshaltung: präzise, gut vorbereitet und konzentriert. Hier entstand am 9. Dezember 1964 in einer einzigen Session die Suite A Love Supreme. 
Bei einer weiteren Session bei Van Gelder am 10. Dezember 1964 kamen der Tenorsaxophonist Archie Shepp und der Bassist Art Davis hinzu und es entstanden zwei alternative Versionen von Acknowledgement. Die beiden Aufnahmen gelangten allerdings erst 2002 in der sogenannten De Luxe Edition des Albums zur autorisierten Veröffentlichung. Die Doppel-CD enthält auch die erste Liveaufführung der Suite vom 26. Juli 1965 beim Jazzfestival in Antibes, die lange Zeit als deren einzige konzertante Vorstellung durch Coltrane galt.

### Acknowledgement (Anerkennung)

Die bass line von Acknowledgement

Schon der erste Ton des Albums signalisiert, dass etwas anders ist als üblich. Es ist ein chinesischer Gong, dessen entrückender, exotisch anmutender Klang nach Ashley Kahn eine Erhabenheit in die Musik bringt, wie es sie in der bisherigen Jazzmusik noch nicht gab. Danach setzt Coltrane mit einer kurzen Fanfare ein. Eine Fanfare heischt um Aufmerksamkeit und kündet von der Wichtigkeit der folgenden Botschaft. Im Kontext von A Love Supreme wirkt sie wie ein spiritueller Willkommensgruß, eine Segnung. Nach kaum mehr als einer halben Minute setzt Garrison am Bass mit einem aus vier Tönen bestehenden Motiv ein, das Silbe für Silbe die Kadenzen des Albumtitels zum Klingen bringt. Dieses berühmte Riff ist eine Phrase, die zu den Grundbausteinen des Blues gehört und hier einen unverkennbaren Bezugspunkt bildet. Während Garrison das Leitmotiv zupft setzt Jones gefühlvolle Akzente auf Trommelrand und Becken. Das beschwingte Wiegen gewinnt allmählich Präsenz und Tyner kommt mit einer Serie hart geschlagener, im Offbeat gesetzter Akkorde hinzu. Danach setzt Coltrane wieder ein. Wuchtiger als zuvor bläst er entlang der rhythmischen Struktur von Garrisons Bassfigur eine aus drei Noten bestehende Melodie, die zur Hauptfigur des Stückes wird. Nun findet das Quartett in einen swingenden Groove und eine bis zum Ende hin offene, vampartige Struktur. Nachdem die Musik eine meditativere Färbung erhalten hat, folgt einer der berühmtesten und verblüffendsten Momente des Albums: In systematischer Abfolge bläst Coltrane das Leitmotiv aus vier Tönen insgesamt siebenunddreißig Mal in einer scheinbar zufälligen Abfolge von Tonarten. Danach setzt die beschwörende Stimme Coltranes ein, die immer wieder die vier Silben a love supreme … wiederholt. Der Gesang enthält ein Overdub von Coltranes eigener Stimme, das erst am nächsten Tag aufgenommen und nachträglich hinzugefügt wurde. Das Overdub verklingt, Tyner und Jones steigen allmählich aus und eine Bassfigur von Garrison führt nahtlos zum nächsten Teil der Suite.

### Resolution (Entschluss)
Für Acknowledgement wurde an diesem Tag nur ein Take eingespielt und auf dem Album verwendet – bei Resolution bedurfte es vier abgebrochener Versuche und eines nicht verwendeten Takes, bevor es im sechsten Anlauf klappte. Im Gegensatz zum ersten Teil der Suite bewegt sich der zweite Teil wieder auf einem für die meisten Jazzhörer vertrautem Terrain. Mit seinem trügerisch gedämpften Vorspiel weckt Garrison die Erwartungen, bevor es mit dem Einstieg Coltranes zu einer Explosion kommt. Das stürmische Tenorsaxophon führt die Band durch ein swingendes Jazzstück im 4/4-Takt. Es gibt eine Melodie, die sich mitsummen lässt, der Puls lässt sich mit den Fingern schnipsen und die Struktur ist klar erkennbar. Tyner spielt ein Pianosolo von hoher Leidenschaft und Intensität, das zum Modell für viele Pianisten wurde. Tyner und Coltrane sind hier perfekt aufeinander eingespielt. Am Ende des Stücks überlässt Coltrane dem Pianisten wieder das Feld, bevor es mit einem Trommelwirbel und einem Beckenschlag von Jones endet.

### Pursuance (Streben)
Der dritte und vierte Teil der Suite wurden in einem Take aufgenommen. Ihre Länge entspricht genau der Dauer eines der 7-Zoll-Tonbänder, die für die Aufnahme benutzt wurden. Die Einleitung zu Pursuance ist Jones’ Moment auf dem Album. Ein kurzes eineinhalb Minuten dauerndes Solo in unterschiedlichen rhythmischen Mustern mit halb afrokubanischem Beat. Im dramaturgisch wirkungsvollsten Moment spielt Coltrane das Motiv von Pursuance gerade zweimal – danach folgt das zweite Solo von Tyner – klar, schnell und prägnant intoniert. In dem Moment, in dem live üblicherweise ein zwanzig- oder dreißigminütiges Solo des Saxophonisten folgen würde, spielt Coltrane mit Blick auf die Studiouhr ein auf zweieinhalb Minuten verdichtetes Solo. Den Abschluss bildet ein Bass-Solo, das zum Ende hin immer meditativer und melancholischer wird. Das tiefe Grollen einer Kesselpauke, an der Jones eine klassisch orientierte Ausbildung erhalten hatte, eröffnet den vom Blues angehauchten Psalm.

### Psalm (Psalm)
Psalm ist der gedämpfte, wehmütige Abschluss von A Love Supreme. Das Andersartige des Stückes tritt nach dem Vorherigen umso deutlicher hervor. Es lässt sich kaum eine Struktur erkennen: Metrum und Rhythmus sind kaum angedeutet. Durchgehend spürbar ist die Emotionalität des Stückes. Statt eines Beats geben Klavier, Bass und Schlagzeug Atmosphäre vor. Auf der Innenhülle des Albums ist ein Gedicht und Gebet aus der Feder Coltranes abgedruckt. Es erhielt später den Titel A Love Supreme. Dieses Gedicht bestimmt den Fluss von Coltranes Saxophon wie ein Libretto. Coltrane hat sich weder im Begleittext des Albums, noch gegenüber seinen Mitspielern und Beteiligten im Studio, geäußert, wie nah sein Vortrag dem Text des Gebetes folgt. Beim Erscheinen des Albums wurde die Funktion des Gedichtes für den Aufbau des letzten Teils nur von wenigen Hörern verstanden und gewürdigt. Es war ein Geheimnis, das anfangs nur von wenigen entdeckt und bekannt gemacht wurde, doch sein Spiel folgt dem Text Wort für Wort bis zum abschließenden Amen. Seinen dramatischen Abschluss findet das Stück in einem Schwall von Klängen. Durch Overdubs wurden die letzten Sekunden von Psalm noch stärker akzentuiert. Garrisons Bogenspiel vermischt sich mit dem Zupfen des Kontrabasses, das Scheppern der Becken von Jones wird von einem Wirbel auf der Pauke begleitet und während das ursprüngliche Saxophon das gesamte Stück hindurch auf dem linken Kanal zu hören ist, ertönt das nachträglich eingespielte auf dem rechten. Einen Moment lang ist ein virtuelles Septett zu hören, bevor die Suite ausklingt.

### Gedicht und Gebet
„Auf der [Album]Hülle … hat er seine Seele entblößt, in dem Brief und Gedicht. Er hat sich eine Menge Gedanken über diese Texte gemacht, bevor er sich entschieden hat, sie zu schreiben. Das ist der letzte Teil, der fünfte Teil, der Suite.“

Coltrane hatte nicht viel Vertrauen in die Sprache und mied Interviews. Seine Musik sollte für sich selbst sprechen. Für A Love Supreme entschied sich Coltrane ausnahmsweise, den Begleittext selbst zu schreiben. Er gliederte seine Gedanken in zwei Teile: einen in Prosa geschriebenen Brief an die Hörer und das Gebet und Gedicht als Libretto des Schlussteils. Der Brief ist wohldurchdacht und schildert seine persönliche Erlösung und Wiedergeburt im Jahr 1957 durch Gott und die Gabe seiner Musik. Das Gedicht enthält eine Litanei von Treue- und Dankesbekundungen (an Gott) sowie spirituellen Rat (an den Leser). Es enthält Anklänge an amerikanische Prediger ebenso wie östliche Glaubensgrundsätze und beginnt mit den Zeilen:
I will do all I can to be worthy of Thee O Lord.

It all has to do with it.

Thank you God.

Peace.

There is none other.
Der Text bildet einen ebenso integralen Bestandteil von A Love Supreme, wie es Coltranes Phrasierungen auf dem Saxophon sind. Für Joshua Redman gehören die Worte „… noch immer zu meinem Erlebnis dieser Musik dazu.“

## Das Cover
Erstmals verzichtete der Produzent Bob Thiele bei A Love Supreme auf das unverwechselbare Design der Impulse!-Alben in Orange und Schwarz. Der Graphiker George Gray benutzte eine Schwarzweißfotografie Coltranes von Thiele und betonte den monochromen Charakter noch, indem er mit einer beschränkten Farbpalette arbeitete. Das Cover von schlichter Eleganz trägt in großen Lettern den leicht aufsteigenden Schriftzug A Love Supreme/John Coltrane. Für die Illustration der Innenseite des Klappcovers wurde der Künstler und Jazzenthusiast Victor Kalin beauftragt. Kalin schuf auf der Basis eines Fotos, das er selbst 1961 bei einem Liveauftritt Coltranes gemacht hatte, eine Portraitzeichnung des Saxophonisten in Schwarz und Weiß. Ebenfalls anders als üblich, wurden die Namen der vier Sätze der Suite auf der Hülle nicht eigens deutlich sichtbar aufgelistet. Die Titel fanden nur in Coltranes Begleittext Erwähnung und auf den Etiketten der Platten.

## Live in Antibes

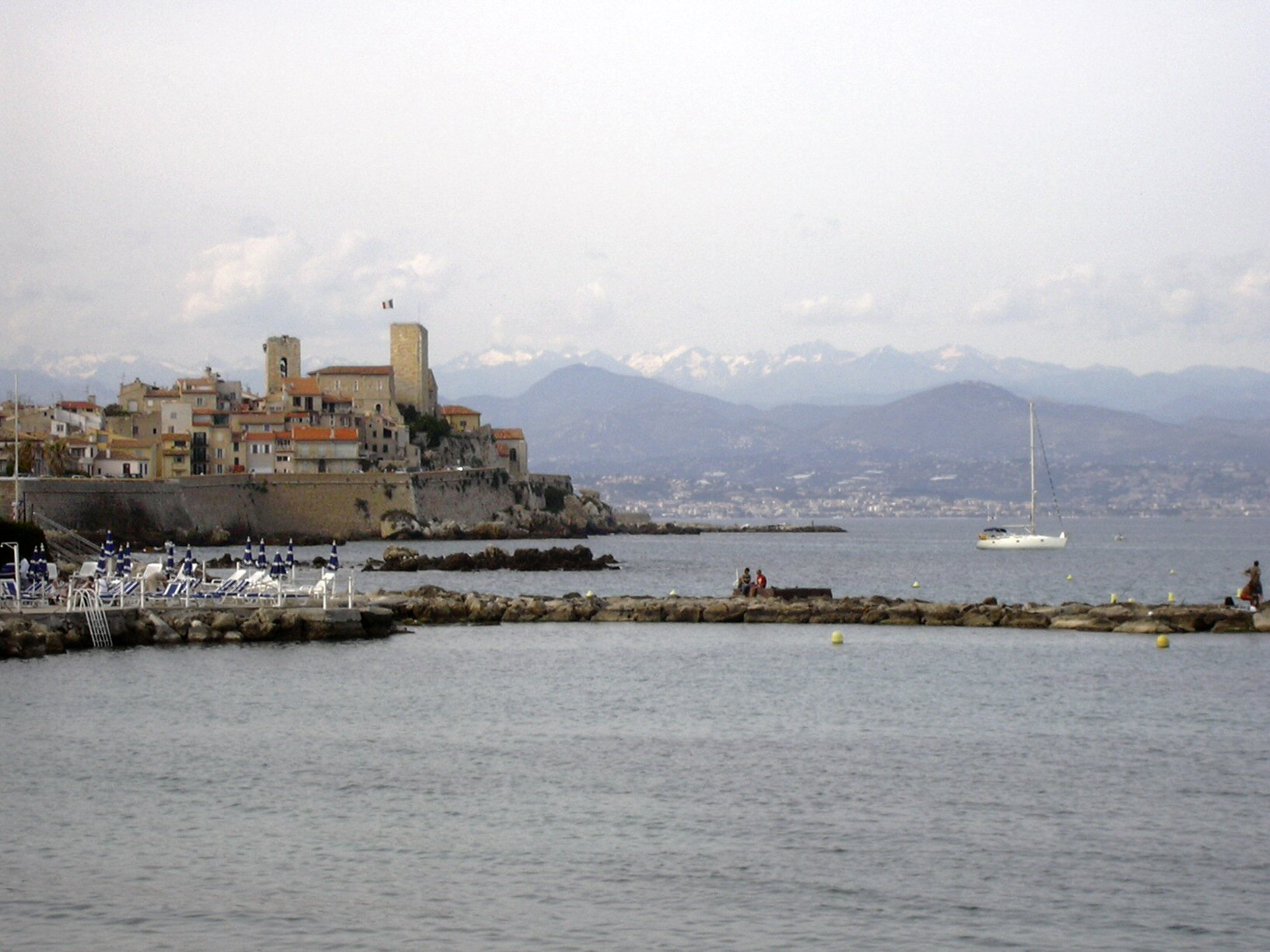
Antibes

Mit dem Album hatte Coltranes Quartett in Amerika einen kleinen Hit. Es gibt allerdings keinen Hinweis darauf, dass bei einem der vielen Liveauftritte in den Monaten nach Veröffentlichung von A Love Supreme die Suite ganz oder in Teilen vor Publikum aufgeführt worden wäre. Coltrane merkte, dass die Struktur seiner Musik es den Hörern inzwischen nicht mehr leicht machte und nach einem anderen Aufführungsort verlangte als üblich. Die Gelegenheit ergab sich im Sommer 1965. Seit 1960 veranstaltete das Städtchen Antibes an der Côte d’Azur eine einwöchige Konzertreihe ähnlich dem Newport Jazz Festival mit einer bunten Mischung von Jazzmusikern. Der Ruf des Festivals von Antibes verbreitete sich dank großer Namen innerhalb kürzester Zeit. Acht Monate nach Erscheinen des Albums spielte die Band am 27. Juli vor einem dichtgedrängten Publikum europäischer Jazzfans, örtlicher Honoratioren und Fernsehkameras. Es war keine originalgetreue Wiedergabe der Studioaufnahme und die Livespieldauer war mit 48 Minuten um 15 Minuten länger als das Album. Die Reaktionen des Publikums und ebenso der Kritiker (niemand in Europa hatte das Album vorher gehört) waren gemischt. Michel Delorme von der französischen Plattenfirma Vega erinnert sich: „Ein Drittel des Publikums schrie, weil die Leute mehr wollten. Sie fanden, achtundvierzig Minuten seien nicht genug. Ein weiteres Drittel schrie, weil es ihnen nicht gefallen hatte, und das letzte Drittel schrie, weil sie begeistert waren.“ Am nächsten Tag des Festivals fügte sich Coltrane den Wünschen der Veranstalter und spielte wieder bekanntes Material. „Jahrzehnte später rühmen jene, die das Glück gehabt haben, dabeigewesen zu sein, die Wirkung und Bedeutung jenes Abends“, schreibt Ashley Kahn. Die Aufnahme des Konzertes, die Reaktion des Publikums und die Schlußansage von Moderator André Francis wurde 2002 auf CD veröffentlicht.

## Live in Seattle
Eine weitere Aufführung der Suite im Jazzclub Penthouse in Seattle fand im Sextett statt, das aus dem „klassischen Quartett“ mit Pharoah Sanders als zweitem Saxophonisten und Donald Garrett als zweitem Bassisten entstand und teilweise noch um Carlos Ward erweitert wurde. Joe Brazil nahm dieses Konzert Anfang Oktober 1965 auf.

## Zitate zum Album
„Es war die Ära der östlichen Religionen, eine Zeit voller Spiritualität und Hare Krishna, und das war Coltranes Matrix – er traf genau diese Stimmung.“

„Als ich A Love Supreme zum ersten Mal hörte, traf es mich wie ein Überfall. Was mich anging hätte es vom Mars stammen können oder von einer anderen Galaxie.“

„Die Hälfte der Radiohörer 1965 waren Weiße, die andere Hälfte Schwarze. Bei den weißen Jugendlichen, die auf Jazz standen, stieß Coltrane auf ein enormes Echo, aber für die schwarzen Teenager war er Trane, für die hatte er eine ganz andere Bedeutung. Auf A Love Supreme gab es ein Echo wie vielleicht auf Malcolm X oder auf den Marsch nach Washington oder überhaupt auf das erwachende Bewusstsein der Schwarzen.“

„Das ist eine der Platten, die ich an einem Frühlingsabend auf einem Spaziergang durch das Haight-Viertel an jeder Straßenecke hören konnte. Du spaziertest herum, und irgendwo spielte jemand (Bob Dylans) Bringing It All Back Home, und irgendwo anders spielte einer (Miles Davis’) Sketches of Spain oder auch A Love Supreme. Man hörte es einfach durch die geöffneten Fenster.“

„Ich saß oben im Grand Hotel in Chicago (während einer Tournee im Jahr 1987) und hörte mir A Love Supreme an, und dabei lernte ich die Lektion meines Lebens. Früher hatte ich Fernsehpredigern zugeschaut und dabei gesehen, wie sie sich Gott nach ihrem eigenen Bild zurechtmachten: winzig, unbedeutend und geldgierig. Die Religion ist zum Feind Gottes geworden, dachte ich … Religion ist das, was passiert, nachdem Gott, wie Elvis, das Haus verlassen hat. Aus meinen frühesten Erinnerungen wusste ich, dass die Welt sich in eine Richtung bewegt, die von der Liebe wegführt, und auch ich spürte diesen Zug. Es gibt so viel Schlechtigkeit auf dieser Welt, aber das Schöne ist unser Trost … die Schönheit von John Coltranes Saxophonstimme, ihr Flüstern, das Wissende in ihr, ihre verborgene Sexualität, ihr Lob der Schöpfung. Und so fing ich an, Coltrane zu verstehen. Ich drückte die Repeat-Taste und blieb wach, um einem Mann zuzuhören, der mit der Gabe seiner Musik Gott gegenübertritt.“

## Kommerzieller Erfolg
Auch wenn er die Kritiker spaltete, befand sich Coltrane 1965 auf dem Höhepunkt seiner Karriere und der kommerzielle Erfolg des Albums wurde im Winter 1965/66 in seinem vollen Ausmaß erkennbar. Die Plattenindustrie nominierte A Love Supreme für zwei Grammys. Die Leser von Down Beat wählten Coltrane als ersten noch lebenden Musiker in die Hall of Fame (die virtuelle Ruhmeshalle) des Magazins. ABC-Paramount als Mutterkonzern des Impulse!-Labels beantragte zwar nie die Auszeichnung des Albums mit einer Goldenen Schallplatte (es wurde einfach vergessen), ließ aber dennoch eine vergoldete Nachbildung anfertigen, die man stolz im New Yorker Hauptgebäude der Firma zur Schau stellte. Selbst eine grobe Abschätzung der Verkaufszahlen ist inzwischen durch mehrere Wechsel der Plattenfirmen nicht mehr möglich. 2001 erhielt Verve als derzeitiger Inhaber der Rechte an dem Album allein aufgrund der Verkaufszahlen der CD-Verkäufe (das bedeutet mindestens 500.000 ausgelieferte Exemplare) eine Goldene Schallplatte. Es ist anzunehmen, dass die Anzahl der insgesamt verkauften Exemplare seit Erscheinen des Albums die Millionengrenze überschreitet. Es hat sich zu allen Zeiten gleichmäßig gut verkauft.

## Anhaltende Wirkung des Albums
Das Album beeinflusste und beeinflusst auch nach Jahrzehnten noch zahlreiche Musiker aus allen Sparten der Musikindustrie. Schon bald nach Veröffentlichung des Albums wurde das viertönige Bass-Mantra von zahlreichen Musikern aufgegriffen. Die Liste der Genres reicht dabei von Jazz, Rhythm-and-Blues-Balladen und Rocknummern bis zu Tranceversionen. Eine der bekanntesten Coverversionen stammt von John McLaughlin und Carlos Santana aus dem Jahre 1973 (auf ihrem Album Love, Devotion, Surrender). Es gibt Aufnahmen von Solisten ebenso wie Einspielungen von großen Orchestern. Auch ist der Titel A Love Supreme auf zahlreichen Veröffentlichungen in den verschiedensten Medien allgegenwärtig. Alice Coltrane als Nachlassverwalterin unterzog alle Anfragen, die sie erreichten, einer strengen moralischen Prüfung: keine Drogen, keine Obszönitäten, keine Gewalt. Selbst Spike Lee durfte den Titel nicht wie geplant für einen Film verwenden (er erschien dann unter dem Namen Mo’ Better Blues).
1999 wurde das Album in die Grammy Hall of Fame aufgenommen, 2015 in die National Recording Registry der Library of Congress.
Das Magazin Rolling Stone wählte A Love Supreme 2003 auf Platz 47 und 2020 auf Platz 66 der 500 besten Alben aller Zeiten. Die deutschsprachige Ausgabe wählte es 2013 auf Platz 1 der 100 besten Jazz-Alben.
In der Aufstellung der 500 besten Alben aller Zeiten des New Musical Express belegt es Platz 188.
Pitchfork führt A Love Supreme auf Platz 3 der 200 besten Alben der 1960er Jahre.
Jazzwise wählte A Love Supreme auf Platz 2 der 100 Jazz Albums That Shook the World.
Die Zeitschrift Time nahm A Love Supreme in die Zusammenstellung der 100 wichtigsten Alben auf.
In der Auswahl der 200 besten Alben aller Zeiten von Uncut erreichte es Platz 35.
A Love Supreme gehört zu den 1001 Albums You Must Hear Before You Die.

## Titelliste

### Original-LP
Seite A
1. Part 1 – Acknowledgement (7:43)
2. Part 2 – Resolution (7:20)
Seite B
3. Part 3 – Pursuance (10:42)
Part 4 – Psalm (7:05)

### Deluxe Edition (2002)
Disc 1
1. Part 1 – Acknowledgement (7:42)
2. Part 2 – Resolution (7:19)
3. Part 3 – Pursuance (10:42)
4. Part 4 – Psalm (7:02)
Disc 2
5. Introduction by Andre Francis (1:13)
6. Part 1 – Acknowledgement (Live) (6:11)
7. Part 2 – Resolution (Live) (11:36)
8. Part 3 – Pursuance (Live) (21:30)
9. Part 4 – Psalm (Live) (8:49)
10. Part 2 – Resolution (Alternate take) (7:24)
11. Part 2 – Resolution (Breakdown) (2:13)
12. Part 1 – Acknowledgement (Alternate take) (9:09)
13. Part 1 – Acknowledgement (Alternate take) (9:22)
Neben John Coltrane, McCoy Tyner, Jimmy Garrison, Elvin Jones spielte Archie Shepp Tenorsaxophon in den Titeln 12 & 13 der zweiten CD, ebenso Art Davis Bass.